# Tetrapterys mollis
Tetrapterys mollis är en tvåhjärtbladig växtart som beskrevs av August Heinrich Rudolf Grisebach. Tetrapterys mollis ingår i släktet Tetrapterys och familjen Malpighiaceae. Inga underarter finns listade i Catalogue of Life.